# شيباتا (نييغاتا)
مدينة شيباتا (بالإنجليزية: Shibata)‏ هي أحد المدن التابعة لمحافظة نييغاتا. تأسست رسميًا في 01/01/1947. ويقدر عدد سكانها بـ 103490 نسمة حسب تقدير مكتب الإحصاء الياباني لعام 2012. تبلغ مساحة شيباتا 532.82 كم2. بكثافة سكانية تبلغ 194 نسمة/كم2.

## أعلام
- يوكي توغاشي